# 스기촌
스기촌(杉村)은 아이치현 니시카스가이군에 설치되었던 촌이다. 현재의 나고야시 기타구 남서부에 해당한다.